# Линдфорс, Берндт
Берндт Торбьёрн Линдфорс (фин. Berndt Torbjörn Lindfors ; р.21 октября 1932) — финский гимнаст, призёр Олимпийских игр.
Берндт Линдфорс родился в 1932 году в Хельсинки. В 1952 году в составе финской команды завоевал бронзовую медаль Олимпийских игр в Хельсинки. В 1956 году в составе финской команды завоевал бронзовую медаль Олимпийских игр в Мельбурне.